# Aureli Valeri Símmac Tul·lià
Aureli Valeri Símmac Tul·lià (en llatí: Aurelius Valerius Symmachus Tullianus) va ser un cònsol romà del segle iv, ancestre de la nissaga dels Aureli Símmac.
Va ser cònsol ordinari el 330, en temps de Constantí. És possible que rebés la ciutadania gràcies a Dioclecià, del qual hauria adoptat el nomen de Valeri. El seu fill va ser Luci Aureli Aviani Simmac, prefecte de la ciutat en temps de Valentinià I, qui al seu torn va ser pare del gran orador Quint Aureli Símmac.
Segurament cal identificar-lo amb el procònsol a Acaia de nom Símmac. Constantí I el Gran li va enviar dues normes legals l'any 319.